# ラブ&ポップ
『ラブ&ポップ』（ラブ・アンド・ポップ）は、1996年に刊行された村上龍の小説。女子高生の援助交際を題材としている。副題に『トパーズ2』と記されており、1988年の『トパーズ』に連なる作品である。1998年に庵野秀明により映画化された。

## あらすじ
裕美は今時の女子高生。カメラで写真を撮るのが趣味である。夏休みを控えたある日、彼女は仲間の知佐、奈緒、千恵子と一緒に渋谷へ水着を買いに出かけた。
そこで見つけた12万円するトパーズの指輪が欲しくてたまらなくなる。他の3人の協力を得て、デパートの閉店時間までにその代金を援助交際でゲットすることになる。やりたいことや欲しい物は、思ったときに始めたり手に入れたりしないとダメなのだ。しかも、そんな高価なものは援助交際をして得たものでしか手に入らないということも彼女たちはわかっていた。早速12万をくれるというオヤジとカラオケボックスで過ごしていると、オヤジはマスカットを噛んで口から出して欲しいと言ってきた。その願いを聞き入れた4人は、無事に12万円を手に入れるが、4人で得た報酬なので、4人で山分けをしたいと裕美は言う。
裕美は、自分だけで得たお金であの指輪を手に入れると言い、閉店時間をタイムリミットにして一人で援助交際を開始した。
相手に選んだのは、一緒にレンタルビデオ屋に行って欲しいという変わった青年など、ひどい体験ばかり。しまいには、キャプテン××のぬいぐるみと話すちょっと変わった青年と入ったラブホで、彼に暴力をふるわれ深く傷ついてしまう。結局、デパートの閉店時間に間に合わず、指輪を買うことはできなかった。しかし、家に帰った裕美は、ちょっぴり大人になっていた。

## 映画
庵野にとって初めての本格的な実写映画であり、スタッフロールの最後には「監督　庵野秀明（新人）」との表記がある。「最後までいく援助交際」をすると決めた女子高生の1日を回想を交えながら描く物語である。

### 背景
庵野が友人から『愛と幻想のファシズム』を薦められて読んだら、面白く感じたあまり、村上の作品を何冊か読み漁った。庵野が一番思い入れが深かったのが『五分後の世界』だったが、「映像化は現実的に不可能」とも思った。同時期に読んでいた本作に対しては「この世界観なら現実に即してるし、スポンサーもお金を出してくれるだろう」と思い、庵野が直接村上サイドに企画書を出した。
庵野は本作に対して「裕美・知佐・奈緒・千恵子はどこにでもいそうで、どこにもいない。『おじさんの夢が詰まっている女子高生達だ』と思って、面白かった」と評している。
| 「                                                                             | やりたいことや欲しいものは、 思ったときに始めたり手に入れたりしないと、 いつの間にか自分から消えて無くなってしまう―。 「欲しいものを手に入れる」「他人との接点を求める」 ための援助交際を通して、 女子高生サイドから見た彼女たちの“今”を描いていく。 ―記者発表資料より。 | 」 |
| —徳間書店刊「アニメージュ」1997年10月号「庵野秀明がラブ&ポップを語る」p.42より | |    |

村上が庵野に会った時に「この作品はアニメで作ることも可能だけど、アニメには向かない。実写でやった方がより良いものになる」「家庭用デジタルビデオカメラで撮りたい」「テレビの深夜枠でやりたい」「低予算で撮りたい」とはっきりした制作プランを庵野から打ち明けられ、村上は「このシーンを映像化したい」「主役はあの人を」という理想だけではなく、庵野のプロデューサーとしてのスタンスも交えてのコンセプトを聞いて、すぐに映画化を許諾した。
製作予算は1億円であった。

### 脚本
決定稿は事前に用意されていたが、毎日差し替えの撮影用の台本がキャスト達に渡された。「どの様に撮影する」とも書かれていない時もあった。

### 撮影
ビデオカメラを一つのシーンで同時に5台使う形で撮影され、上映時間110分に対して撮影時間は160時間に上った。アビッド・テクノロジーの最新機器によるノンリニア編集システムによるオフライン編集が行われ、フルデジタルで制作された初の邦画である。ビデオカメラ（MiniDV）を使用したのは、制作現場が渋谷でオールロケーションなため、現場での機動力を考えた上での側面が強い。この制作システムに対して庵野は「35ミリフィルムで日本映画を作るとなると、同時にカメラを3台動かすのは贅沢であり、なかなか調達できない。ビデオカメラだったら、テープも安いし、知り合いのカメラも借りれたから、6台を同時に動かせた時もあった」と話している。そのため、1つのシーンに最大で30時間通して、何十テイクも繰り返すこともあり、三輪は「最初は覚えられなかった台詞を、最後には覚えてしまった」と振り返っている。
また映像演出としても、『新世紀エヴァンゲリオン劇場版 Air/まごころを、君に』の実写素材制作の際に現場をメイキング映像を撮る感覚でビデオカメラを回していた。テレビで再生した時に得た感触について庵野は「自分でも直接撮るから、好きなテイストやアングルが入ってくる」「VHS・Hi8より段違いで、テレビの深夜番組と同じくらいきれい」「乾いている原作に合う」と感激し、小さいカメラでも庵野のイメージに相応するクオリティを出せることに可能性を感じての起用でもあった。後年、庵野は本作品の撮影テーマについて「既存の存在を見慣れない視点から切り取ることによって紡ぎ出す異世界感」であったと述べている。
役者に渡して、役者視点の映像も撮ることができた。三輪に至っては庵野の「裕美の主観で撮りたい」という意向で、三輪がヘルメットを被り、その上にテープでビデオカメラを固定して撮影した。
素材が足りない時に、メイキングビデオの為に撮影していたカンパニー松尾の撮った素材を本編に流用した。
素材の確認も何回もできるが、庵野はチェックの間に制作現場の作業が止まるのを危惧して「もうノイズが入っていたら『ノイズが入っていた』ということにしよう。それで使えなくなる作品じゃないから」「目的のカットが映ってなかったら、そういうものです。映画の神様が『そのカットはいらない』という事なので、それはそれとして諦めましょう」と周囲に説いて、敢えて確認しなかった。
エンドロールのみ、35ミリフィルムで撮影されている。
メインとなる女子高生役を撮影する際は、カメラの前に置いてその場で自由に演技をしてもらい、欲しい部分だけを切り取って編集した。演技指導は作りこみすぎずにリアリティを持たせるために、庵野は「台本は無視しちゃっていい。この言葉が入っていれば、後は自分のしっくり来る言い回しに変えていいよ」と指示し、制御はほとんど行わない即興劇の体裁をとった。事前に作られた動き・台詞を嫌った庵野は、演技の説明はキャストから聞かれない限りほとんど行わず、三輪の神奈川県方言もそのまま採用された。
特殊なアングルからのカットや、『新世紀エヴァンゲリオン』にも見られるようなテロップの使用など、庵野秀明らしさも少なからず含まれる映像となっているが、ストーリー的にはほぼ原作に忠実に作られている。
当時、一般的にはまだ無名だった仲間由紀恵のビキニ試着シーンが、短時間ながらある。エンディングは当初、メインの女子高生役の4人が宮古島の海で遊ぶシーンとなる予定で、実際に撮影もしていたが、主演・三輪明日美の歌う主題歌「あの素晴しい愛をもう一度」をバックに4人が並んで渋谷川をひたすら歩き続けるという象徴的な演出に変更された。
主人公の吉井裕美を演じた三輪明日美と、裕美の姉役を演じた三輪ひとみは実の姉妹である。

### キャスト
- 三輪明日美 - 吉井裕美
- 希良梨 - 野田知佐
- 工藤浩乃 - 横井奈緒
- 仲間由紀恵 - 高森千恵子
- 三輪ひとみ - 裕美の姉
- 平田満 - カケガワ
- 吹越満 - ヨシムラ
- モロ師岡 - ヤザキ
- 手塚とおる - ウエハラ
- 渡辺いっけい - コバヤシ
- 浅野忠信 - キャプテンEO
- 三石琴乃 - ラジオのパーソナリティ（声の出演）
- 石田彰 - ヨシオ（声の出演）
- 林原めぐみ - 伝言ダイアルの案内音声（声の出演）
- 岡田奈々 - 裕美の母親
- 森本レオ - 裕美の父親
- 河瀨直美 - 裕美のナレーション（声の出演）
- LL BROTHERS（矢間敬視・矢間晶也） - ダンスインストラクター
- 岡安泰樹 - オダギリ
- 島田律子 - アオキ
- 主浜はるみ - イシオカ
- 大沢健 - サラリーマン風の男（友情出演）
- 鳥肌実 - 街頭で演説する男
- 元気安 - レンタルビデオ店の店員

### スタッフ
- 監督：庵野秀明（新人）
- 原作：村上龍
- 脚本：薩川昭夫
- 撮影：柴主高秀
- 録音：橋本泰夫
- 助監督：杉野剛
- 監督助手：蔵方政俊、大塚雅彦（友情参加）、黒川礼人、神谷誠（友情特殊助監督）
- 友情准監督（VISUAL WATER ARTIST II）：摩砂雪
- 演出補佐・特報撮影：鶴巻和哉[2]
- 音楽監督：光宗信吉
- 主題歌：三輪明日美「あの素晴しい愛をもう一度」
- 音楽協力：キングレコード
- 編集：奥田浩史
- 音響効果：東洋音響カモメ（伊藤進一、小島彩）
- キャスティング協力・企画協力[2]・友情特殊技術：樋口真嗣
- デジタルスーパーバイザー：古賀信明（SpFX STUDIO Inc.）
- デジタル操演：尾上克郎
- メイキング撮影担当：カンパニー松尾、バクシーシ山下
- 特報：カンパニー松尾、佐藤敦紀
- ダンサープロデュース：佐久間浩之
- ダンス振り付け：LL BROTHERS
- 手話指導：南玲子
- ポスプロ・フルデジタル オンライン編集：岩本康（IMAGICA）
- ポスプロ・現像：IMAGICA
- スタジオ：日活撮影所
- プロデュース：鶴賀谷公彦、木村利明
- 製作統括：大月俊倫
- 製作者：南里幸（シネバザール）
- 製作協力：シネバザール
- 製作・配給：ラブ&ポップ製作機構

### 受賞
- 第20回ヨコハマ映画祭[10][11]
  - 日本映画ベストテン第7位
  - 新人監督賞:庵野秀明
  - 最優秀新人賞:三輪明日美
- 第8回日本映画プロフェッショナル大賞ベストテン第3位[12]
- 第72回キネマ旬報ベスト・テン日本映画ベスト・テン第14位

### 評価
原作者の村上は「作り物ということを意識しながら、ドキュメンタリーの手法で上手く撮っています。テレビのワイドショーが援助交際する女子高生と男を撮る様なカメラワークではなく、演技力も手伝って、ドキュメンタリーを見ている様だった。本当はもちろん作り物だけど、よく言われる『自然な演技』は僕は『そんなものはない』と思う。演技は全て人工的な物だから。その際、やっぱり技術の高い人達が上手い演技をするから、逆に『作り物だ』という意識で撮ってても、ドキュメンタリーに見えたと思う」「レンタルビデオでのやり取りはパーフェクトだった」と絶賛している。
松蔭浩之は「あんなに憂鬱な映画って中々ない」と驚愕した。